# Tiryaki Hacı Mehmed Paixà
Tiryaki Hacı Mehmed Pasha (1680-1751) fou gran visir de l'Imperi Otomà del 1746 a 1747.
Era fill d'un oficial dels geníssers i va néixer a Istanbul. Enrolat al cos dels geníssers va fer una carrera obtenint diversos graus. Fou destituït per haver-se apropiat de fons per pagar els sous però va seguir la seva carrera civilment mercès a la protecció d'algun personatge influent. Del 1739 al 1741 va residir a Belgrad sent membre de la comissió de delimitació de fronteres. Va ocupar altres càrrecs i va dirigir la restauració de l'arsenal marítim imperial d'Istanbul que havia estat destruït per un incendi. Mahmut I el va nomenar agent (ketkhuda) del gran visir el 27 de juny de 1746 i gran visir el 10 d'agost de 1746 al lloc de Seyyid Hasan Pasha.
Era drogoaddicte i per això a vegades era insolent amb alts funcionaris i ulemes. Va fer nombrosos canvis en el personal de l'administració. El 4 de setembre de 1746 va signar la pau amb Nadir Shah de Pèrsia. El 1747 va rebutjar l'aliança amb França (proposada per aquesta) contra Àustria i va fer confirmar la pau amb Maria Teresa el 10 d'abril de 1747. Després es va signar un tractat comercial i d'amistat amb Toscana (27 de maig de 1747). Acusat de maltractar personalitats d'alt rang (se sap que estava enfrontat al Shaykh al-Islam Mehmed Easd Efendi) fou substituït en el càrrec 24 d'agost de 1747 per Seyyid Abdullah Pasha.
Fou enviat a l'exili a  Rodes però aviat se li va donar el govern del sandjak d'Içel i el 17 de març de 1748 el govern (beglerbeg) de Mossul i al desembre designat beglerbegi de l'eyalat de Bagdad en substitució d'Ahmed Pasha, governadors de Bàssora i Bagdad, unió que fou definitiva el 1750) que havia mort el 18 d'agost del 1747 i on s'havia creat un poder autònom basat en els mamelucs d'arrel georgiana que va caracteritzar el govern de l'eyalat entre 1704 i 1831. El 1749 Mehmed Pasha va perdre el control enfront del mameluc Solimà Abu Layla (1751-1761), casat amb la filla d'Ahmed Pasha, Adila Khatun i encara que el govern otomà va tractar de seguir enviant els seus propis funcionaris, els seus esforços van fracassar i Mehmed Pasha fou el darrer otomà que va governar fins a 1831 quan es va restablir el poder de la Porta sobre l'eyalat. Mehmed Pasha fou enviat com a governador (beglerbegi) d'Habesh (eyalat) i Shaykh al-Haram de la Meca, però va refusar aquest darrer honor i va caure en desgràcia perdent el seu rang de visir i la seva fortuna personal que fou confiscada; se li va assignar residència a Réthimno (turc Resmo) a Creta on va morir a l'inici de 1751.